# 汪挺
汪挺（？—17世紀），字無上，浙江嘉興府嘉興縣人，明朝、南明政治人物。

## 生平
崇禎三年（1630年），汪挺舉庚午科浙江鄉試，崇禎十六年（1643年）成進士，尚未授職，北京已經失陷、
安宗時，他和朱日爃、賈必選、陳文顯、蔡宸恩、文伯達、吳憲湯、姜紹書、包壯行、史延曇、顏俊彥、胡其枝、余長弘、沈璇卿、周必強、鄭俠如、徐弘道等人共事，任工部虞衡司主事。很快汪挺認為朝廷不可作為，辭官在城東隱居。其書法臨摹晉朝大家，名流爭相欣賞，晚年生活由此支撐，杜門四十年，有作品《曾城遺稿》。

## 引用
1. 1 2  錢海岳《南明史·卷三十一·列傳第七》：（弘光）時工部先後司官可紀者，為徐葆初、朱日爃、賈必選、陳文顯、蔡宸恩、文伯達、吳憲湯、姜紹書、包壯行、史延曇、顏俊彥、胡其枝、汪挺、余長弘、沈璇卿、周必強、鄭俠如、徐弘道云。……挺，字無上，嘉興人。崇禎十六年進士。虞衡主事。擅詩文章草。
2. ↑  光緒《嘉興縣志·卷十九·選舉》：（崇禎）……汪挺 以上庚午科（舉人）
3. ↑  光緒《嘉興縣志·卷二十六·列傳六 隱逸》：汪挺，字無上，崇禎十六年進士。未授官而國亡。南都稱制，授工部主事，挺知事不可支，遂棄去，隱居城東不復由。書法規摹兩晉，名流爭賞。晚歲以此自給，杜門四十年。著有《曾城遺稿》。 《徵獻錄》，參《靜志居詩話》